# Доктор Но (роман)
«Доктор Но» (англ. Dr. No) — шестой роман Яна Флеминга о приключениях британского агента Джеймса Бонда.
Впервые опубликован в Великобритании 31 марта 1958. МИ-6 посылает Джеймса Бонда на Ямайку расследовать странное исчезновение двух сотрудников разведки. Бонд подозревает китайца доктора Но, который руководит компанией по добыче гуано на пустынном острове Крэб Ки. Бонд отправляется на остров, где встречается с очаровательной Ханничайлд Райдер, а затем и с самим зловещим доктором Но.

## Аннотация
На Ямайке убит резидент МИ-6 майор Стренджвейз и его секретарша. Впрочем, убийство обустроено так, что все считают, будто эта парочка решила просто исчезнуть. Для расследования этого, на первый взгляд, незначительного дела М решает направить чудом выжившего после столкновения со СМЕРШем Джеймса Бонда. Предполагается, что 007 едет чуть ли не на курорт. К тому же дело, которым занималась в последнее время ямайская резидентура, кажется почти нелепым для разведки — уменьшение колонии розовых фламинго на острове Крэб Ки. Но именно этот след приведёт Бонда к ещё одной угрозе британской (и не только) безопасности.

### Экранизация романа (1962)
Книга «Доктор Но» послужила сценарием фильма Доктор Но, снятого в 1962 году и ставшего первой официальной серией «бондианы». Фильм стал дебютом Шона Коннери в роли Агента 007.

## Персонажи
- Джеймс Бонд / Агент 007 / Джон Брюс — главный герой
- Ханичайл Райдер — девушка Бонда
- доктор Джулиус Но — главный злодей
- Куоррел — союзник Бонда
- М — начальник Бонда
- Плейделл-Смит — союзник Бонда
- Билл Таннер — сотрудник МИ-6, союзник Бонда
- майор Бутройт / Квортермейстр / Оружейник — сотрудник Бонда

## Связь с кино
Первый фильм о Джеймсе Бонде, снятый в 1962 году, весьма точно следует первоисточнику. Отличия заключаются в следующем:
- В книге Хани Райдер выходит из моря полностью обнажённой.
- Доктор Но работает не на Советский Союз, а на СПЕКТР.
- В книге доктор лишился рук за то, что предал китайскую мафию. В фильме это было результатом неудачного эксперимента с радиацией.
- В фильме появляется Феликс Лейтер, которого нет в книге, и оригинальный персонаж, которого не было у Флеминга, — Сильвия Тренч.
- Финальная схватка Бонда с гигантским кальмаром в фильм не попала.
- В книге доктор Но стал называться доктором, потому что «докторам больше доверяют». В фильме он — физик-ядерщик.
- В книге Бонда в аэропорту встречает Куоррелл, а когда они едут из аэропорта, их преследует пустое такси. В фильме Бонда встречает некий мистер Джонс (агент доктора Но), а Куоррелл и Феликс Лейтер преследуют Бонда и Джонса из аэропорта.
- В фильме Бонду не присылают отравленные фрукты. Джонс принимает цианид, чтобы избежать допроса Бондом.
- В книге Бонду в кровать подбрасывают сколопендру, в фильме тарантула.
- В книге нет профессора Дента и визита Бонда к мисс Таро. Трое киллеров в книге погибают в конце на Крэб Ки.